# Liste von Amokläufen an Bildungseinrichtungen
Die Liste von Amokläufen an Bildungseinrichtungen führt bekannt gewordene Amokläufe an allgemeinbildenden Schulen, Fachschulen, Hochschulen und sonstigen Bildungseinrichtungen auf (siehe auch Amoklauf an einer Schule). Sie erhebt keinen Anspruch auf Vollständigkeit. Diese Liste wurde ursprünglich aus Gewalt an Schulen ausgelagert (vgl. Diskussionsseite) und nicht alle Taten hier entsprechen der verlinkten Definition eines Amoklaufs.

## Europa

### Deutschland

#### 19. Jahrhundert
- 25. Mai 1871 in Saarbrücken, damals Rheinprovinz (Preußen): Am Ludwigsgymnasium verletzte der 18-jährige Julius Becker zwei seiner Mitschüler mit einem Revolver lebensbedrohlich. In dem folgenden Gerichtsprozess wurde der Täter aufgrund einer psychischen Störung freigesprochen.[1]

#### 20. Jahrhundert
- 20. Juni 1913 in Walle, Bremen: Ein anscheinend geistig verwirrter 30-jähriger Lehrer verübte einen Amoklauf an der Sankt-Marien-Schule, bei dem fünf Mädchen im Alter von sieben bis acht Jahren getötet sowie 18 weitere Kinder und fünf Erwachsene teilweise lebensgefährlich verletzt wurden.
- 11. Juni 1964 in Köln-Volkhoven, Nordrhein-Westfalen: Bei dem Attentat von Volkhoven tötete der 42-jährige (schulfremde) Frührentner Walter Seifert mit einem selbstgebauten Flammenwerfer und einer Lanze acht Schüler und zwei Lehrerinnen. 20 Kinder und zwei weitere Lehrerinnen wurden verletzt. Auf der Flucht beging der Täter Suizid.[2]
- 3. Juni 1983 in Eppstein, Hessen: Beim Amoklauf in Eppstein-Vockenhausen erschoss der 34-jährige schulfremde Karel Charva an der Freiherr-vom-Stein-Gesamtschule drei Schüler, einen Lehrer sowie einen Polizisten und verletzte 15 weitere Menschen, ehe er sich selbst das Leben nahm.[3]
- 9. November 1999 in Meißen, Sachsen: Ein 15-Jähriger verletzte eine Lehrerin mit zwei Messern tödlich.[4]
- 16. März 2000 in Brannenburg, Bayern: Ein 16-jähriger Schüler tötete den Leiter seines Internats und unternahm anschließend einen Suizidversuch.[4]

#### 21. Jahrhundert
- 18. Juni 2001 in Saarbrücken, Saarland: Gert Smolka wurde auf dem Campus der Saar-Uni von einem seiner Studenten durch einen Bauchschuss lebensgefährlich verletzt.[5]
- 19. Februar 2002 in Freising, Bayern: Nachdem der 22-jährige Adam Labus zunächst an seinem ehemaligen Arbeitsplatz in Eching (Landkreis Freising) zwei Menschen erschossen hatte, setzte er seinen Amoklauf an der Wirtschaftsschule in Freising fort, wo er den Schulleiter tötete und einen Lehrer schwer verletzte.
- 26. April 2002 in Erfurt, Thüringen: Beim Amoklauf von Erfurt erschoss der 19-jährige ehemalige Schüler Robert Steinhäuser am Gutenberg-Gymnasium 16 Menschen und sich selbst.[6]
- 2. Juli 2003 in Coburg, Bayern: Beim Amoklauf von Coburg schoss ein 16-jähriger Schüler einer Realschule eine Lehrerin an. Anschließend nahm er sich mit der Tatwaffe selbst das Leben.[7]
- 20. November 2006 in Emsdetten, Nordrhein-Westfalen: Beim Amoklauf von Emsdetten verletzte der 18-jährige Sebastian Bosse an der Geschwister-Scholl-Schule 37 Menschen und tötete sich anschließend selbst. Ein von ihm während der Tat getragener Sprengstoffgürtel musste von der Polizei entschärft werden.[8]
- 11. März 2009 in Winnenden, Baden-Württemberg: Beim Amoklauf von Winnenden erschoss der 17-jährige Tim Kretschmer in der Albertville-Realschule neun Schüler, drei Lehrerinnen und auf der sich anschließenden Flucht drei Passanten. Nach einem Schusswechsel mit der Polizei nahm sich der Täter selbst das Leben.[9]
- 11. Mai 2009 in Sankt Augustin, Nordrhein-Westfalen: Die mit mehreren Messern, Molotowcocktails und einer Gaspistole bewaffnete 16-jährige Schülerin Tanja O. suchte das Albert-Einstein-Gymnasium auf, wo sie eine Mitschülerin schwer verletzte. Später stellte sich die Täterin der Polizei.[10]
- 17. September 2009 in Ansbach, Bayern: Beim Amoklauf von Ansbach verletzte ein Schüler am Gymnasium Carolinum neun Schüler und eine Lehrerin. Der Täter wurde am 29. April 2010 unter anderem des versuchten Mordes in 47 Fällen schuldig gesprochen und zu neun Jahren Jugendstrafe verurteilt. Die Jugendstrafkammer des zuständigen Landgerichtes verfügte zudem die Unterbringung in eine psychiatrische Klinik.[11]
- 18. Februar 2010 in Ludwigshafen am Rhein, Rheinland-Pfalz: Der 23-jährige Florian K. erstach einen Lehrer der Technischen Berufsschule im Georg-Kerschensteiner-Berufsbildungszentrum.[12]
- 26. Februar 2013 in Wernigerode, Sachsen-Anhalt: Eine 15-jährige Gymnasiastin verletzte zwei Mitschüler während des Unterrichts mit einer Schreckschusspistole. Bereits im November 2011 hatte sie einen Amoklauf angekündigt.[13]
- 24. Januar 2022 in Heidelberg, Baden-Württemberg: Beim Amoklauf von Heidelberg erschoss in einem Hörsaal der Universität Heidelberg ein 18-jähriger Student eine junge Frau und verletzte drei weitere Menschen.[14]
- 19. Mai 2022 in Bremerhaven, Bremen: Beim Amoklauf von Bremerhaven schoss ein 21-Jähriger ehemaliger Schüler zwei Mal mit einer Armbrust auf eine Schulsekretärin des Lloyd-Gymnasiums, die dadurch lebensgefährlich verletzt wurde.[15][16]
- 10. Juni 2022 in Hamm, Nordrhein-Westfalen: An der Hochschule Hamm-Lippstadt tötete ein 34-Jähriger eine 30-jährige Lehrbeauftragte und verletzte zwei 22-jährige Studentinnen sowie einen 22-jährigen Studenten.[17]
- 10. Januar 2023 in Ibbenbüren, Nordrhein-Westfalen: An einer Berufsschule erstach ein 17-Jähriger eine Lehrerin. Er beging in der Untersuchungshaft anschließend Suizid.[18]
- 22. Februar 2024 in Wuppertal, Nordrhein-Westfalen: Am Wilhelm-Dörpfeld-Gymnasium in Wuppertal-Elberfeld verletzte ein 17-jähriger Schüler mehrere Schüler mit einem Messer zum Teil lebensgefährlich.[19]

### Österreich
- 5. Mai 1997 in Zöbern, Niederösterreich: Der 15-jährige Schüler Helmut Z. erschoss an der Hauptschule eine 48-jährige Lehrerin und verletzte eine weitere Lehrerin schwer. Er wurde zu acht Jahren Haft verurteilt.[20]
- 9. Mai 2018 in Mistelbach, Niederösterreich: Der 18-jährige Mario S. schoss am Bundesoberstufenrealgymnasium Mistelbach mit einer Schrotflinte um sich und verletzte einen Schüler. Er wurde zu sechs Jahren Haft verurteilt und in eine psychiatrische Einrichtung eingewiesen.[21]
- 10. Juni 2025, Graz, Steiermark: Ein 21-jähriger ehemaliger Schüler tötete beim Amoklauf in Graz mit einer Schusswaffe am Bundesoberstufenrealgymnasium Dreierschützengasse elf Menschen, darunter neun Schüler, eine Lehrerin und sich selbst. Zudem gab es zahlreiche Verletzte.[22]

### Finnland
- 25. Januar 1989 in Raumanmeri: Ein 14-jähriger erschoss mit einer Pistole seines Vaters zwei Schulkameraden. Er gab Mobbing als Grund für seine Tat an. Da er zum Tatzeitpunkt nicht strafmündig war, wurde keine Anklage gegen ihn erhoben.[23]
- 7. November 2007 in Jokela: Beim Amoklauf von Jokela erschoss der 18-jährige Pekka-Eric Auvinen in einem Schulzentrum acht Menschen und verletzte 12 weitere, ehe er sich selbst das Leben nahm.[24]
- 23. September 2008 in Kauhajoki: Beim Amoklauf von Kauhajoki erschoss der 22-jährige Matti Juhani Saari an der örtlichen Berufsschule zehn Menschen und tötete sich anschließend selbst.[25]
- 30. März 2012 in Orivesi: Ein 23-jähriger schoss in einer Gesamtschule um sich, konnte aber festgenommen werden, bevor es Verletzte gab.[23][26]
- 2. April 2024 in Vantaa: In einer Grundschule in Vantaa fielen mehrere Schüsse. Ein zwölfjähriges Kind wurde dabei getötet, zwei weitere schwer verletzt. Bei dem Täter soll es sich um einen ebenfalls zwölfjährigen Jungen gehandelt haben.[27][23]

### Frankreich
- 13. Januar 2010 in Perpignan: Bei einem Amoklauf an der Universität Perpignan wurden ein Mensch getötet und drei weitere Menschen verletzt.[12]
- 16. März 2017 in Grasse: Am Lycée Alexis de Tocqueville wurden drei Menschen angeschossen.[28]

### Niederlande
- 7. Dezember 1999 in Veghel: An der De Leijgraaf High School verletzte der 17-jährige Ali D. fünf Menschen mit einer Schusswaffe.[29]

### Russland
- 3. Februar 2014 in Moskau: Ein Zehntklässler erschoss seinen Erdkundelehrer und einen Polizisten.[30]
- 11. Mai 2021 in Kasan: Ein 19-jähriger ehemaliger Schüler eröffnete in einem Gymnasium in Kasan, Tatarstan, mit einer Schrotflinte das Feuer. Acht Menschen starben, zwanzig weitere wurden verletzt.[31][32]

### Schweden
- 25. Oktober 2001 in Sundsvall: Ein 19-Jähriger tötete an der Västermalms-Schule einen Menschen mit einem Messer und verletzte eine weitere Person.[29]
- 22. Oktober 2015 in Trollhättan: Beim Amoklauf von Trollhättan wurden an der Kronan-Schule drei Menschen getötet. Der Täter wurde von einem Polizisten in Notwehr erschossen.
- 4. Februar 2025 in Örebro: Beim Amoklauf von Örebro im Bildungszentrum Campus Risbergska erschoss ein 35-Jähriger 10 Menschen und verletzte 15 Menschen, bevor er sich erschoss.

### Vereinigtes Königreich
- 19. August 1987 in Hungerford, England: Beim Amoklauf von Hungerford tötete der 27-jährige Michael Robert Ryan 16 Menschen, ehe er die John O’Gaunt Secondary School stürmte, wo er sich nach etwa 90-minütiger Verhandlung mit der Polizei selbst das Leben nahm.
- 17. Juni 1994 in Holywood, Nordirland: Der 46-jährige Garnett Bell verletzte an der Sullivan Upper School sechs Menschen mit einem Flammenwerfer.[33]
- 13. März 1996 in Dunblane, Schottland: Der 43-jährige Thomas Watt Hamilton erschoss an der Primary School 16 Schüler sowie eine Lehrerin und verletzte 15 Menschen, ehe er sich selbst tötete.[34]

### Andere Länder
- 6. Mai 1925 in Vilnius (damals zweite polnische Republik; heute Litauen): Am Joachim-Lelewel-Gymnasium wurden bei einem Amoklauf fünf Menschen getötet und zehn weitere verletzt. Der Täter nahm sich selbst das Leben.[35]
- 5. April 1994 in Aarhus, Dänemark: Der 35-jährige Flemming Nielsen erschoss an der Universität Aarhus zwei Personen, verletzte zwei weitere und beging anschließend Suizid.[33]
- 10. April 2009 in Agios Ioannis Rendis, Griechenland: An einer Berufsschule verletzte der mit Schusswaffen und einem Messer bewaffnete 19-jährige Dimitris Patmanidis drei Menschen, bevor er sich selbst tötete.[12]
- 26. November 2009 in Pécs, Ungarn: An der Universität Pécs erschoss ein 23-Jähriger einen Menschen und verletzte drei weitere.[12]
- 27. Oktober 2014 in Viljandi, Estland: Während des Unterrichts erschoss ein 15-jähriger Schüler seine Deutschlehrerin.[36]
- 17. Oktober 2018 in Kertsch, Autonome Republik Krim: Ein 18-jähriger Schüler zündete eine mit Metallteilen gefüllte Bombe, schoss auf seine Mitschüler und tötete sich danach selbst. Mindestens 20 Tote sowie 40 Verletzte wurden aufgefunden.[37]
- 11. Juni 2020 in Vrútky, Slowakei: Ein 22-jähriger ehemaliger Schüler drang mit einem Messer bewaffnet in die Gemeinschaftsschule des Ortes ein und erstach den stellvertretenden Schulleiter. Weitere Personen wurden durch Messerstiche verletzt, darunter auch Schüler. Der Täter wurde auf der Flucht von der Polizei erschossen.[38]
- 3. Mai 2023 in Belgrad, Serbien: Ein 13-jähriger Schüler stürmte die Vladislav-Ribnikar-Grundschule, erschoss einen Wachmann und neun Mitschüler. Sieben weitere wurden verletzt. Der minderjährige Täter wurde festgenommen.[39]
- 21. Dezember 2023 in Prag, Tschechien: Beim Amoklauf eines 24-jährigen Studenten in Prag kamen in einem Nebengebäude der Philosophischen Fakultät der Prager Karls-Universität und in der Prager Innenstadt mindestens 15 Menschen ums Leben, darunter der Schütze. 24 weitere Personen wurden verletzt.[40]

## Nordamerika

### Vereinigte Staaten

#### 1920–1960er
- 18. Mai 1927 in Bath, Michigan: Bei einem Bombenanschlag auf die Bath Consolidated School wurden 38 Grundschulkinder und sechs Erwachsene getötet; mindestens 58 weitere Personen wurden verletzt. Die Tat wurde als „Schulmassaker von Bath“ bekannt.[41]
- 6. Mai 1940 in South Pasadena, Kalifornien: An der South Pasadena High School wurden fünf Personen erschossen und zwei weitere verletzt.[42]
- 1. August 1966 in Austin, Texas: Auf dem Campus der University of Texas erschoss Charles Joseph Whitman 17 Personen und verletzte 31 weitere.[43]

#### 1970er
- 30. Dezember 1974 in Olean, New York: An der Olean High School erschoss der 17-jährige Anthony Barbaro drei Erwachsene und verletzte neun weitere Personen.[44]
- 12. Juli 1976 in Fullerton, Kalifornien: Der 37-jährige Edward Charles Allaway tötete an der California State University sieben Menschen und verletzte zwei weitere. Er wurde für nicht schuldfähig erklärt und in ein psychiatrisches Krankenhaus eingewiesen.[45]
- 29. Januar 1979 in San Diego, Kalifornien: Die 16-jährige Brenda Ann Spencer tötete zwei Erwachsene und verletzte weitere neun Kinder an der Cleveland Elementary School.[46]

#### 1980er
- 20. Mai 1988 in Winnetka, Illinois: Die 30-jährige Laurie Dann erschoss an der Hubbard Woods Elementary School einen Grundschüler und verletzte sechs weitere Kinder. Später am Tattag beging sie Suizid.[47]
- 26. September 1988 in Greenwood, South Carolina: An der Oakland Elementary School erschoss der 19-jährige James William Wilson, Jr. zwei Grundschüler. Sieben weitere Kinder und zwei Erwachsene wurden verletzt. Der Täter wurde zum Tod auf dem elektrischen Stuhl verurteilt.[48]
- Am 16. Dezember 1988 tötete Nicholas Elliot an der Atlantic Christian Shores School in Virginia eine Lehrerin und verletzte mehrere andere Personen. Er benutzte drei Brandbomben und eine halbautomatische Waffe mit 200 Schuss Munition.[49]
- 17. Januar 1989 in Stockton, Kalifornien: Der 24-jährige Patrick Edward Purdy erschoss an der Cleveland Elementary School fünf Schüler und verletzte 30 weitere Personen, ehe er Suizid beging.[50]

#### 1990er
- 1. November 1991 in Iowa City, Iowa: Der 28-jährige, ehemalige Student Gang Lu erschoss vier Angestellte sowie eine Studentin der University of Iowa und nahm sich dann selbst das Leben. Eine weitere Person wurde verletzt.[51]
- 1. Mai 1992 in Olivehurst, Kalifornien: Der 20-jährige Eric C. Houston tötete an der Lindhurst High School vier Menschen und verletzte zehn weitere. Nach acht Stunden Widerstand ergab er sich der Polizei. Er wurde zum Tode verurteilt und wartet seitdem im San Quentin State Prison auf seine Hinrichtung.[33]
- 14. Dezember 1992 in Great Barrington, Massachusetts: Am Simon’s Rock College erschoss Wayne Lo einen Lehrer, einen Schüler und verletzte vier weitere Personen. Er wurde zu lebenslanger Haft verurteilt.[52]
- 18. Januar 1993 in  Kentucky: An der East Carter High School erschoss der 17-jährige Gary Scott Pennington eine Lehrerin und einen Wachmann, bevor er sich der Polizei ergab.[53]
- 15. November 1995 in Lynnville, Tennessee: An der Richland High School erschoss der 17-jährige Jamie Rouse zwei Menschen und verletzte eine weitere Person. Er wurde zu lebenslanger Haft verurteilt.[33]
- 2. Februar 1996 in Moses Lake, Washington: Der 14-jährige Barry Loukaitis erschoss an der Frontier Middle School drei Menschen und verletzte eine weitere Person. Er wurde zu lebenslanger Haft verurteilt.[33]
- 17. September 1996 in University Park, Pennsylvania: Die 19-jährige Jillian Robbins erschoss an der Pennsylvania State University eine gleichaltrige Studentin und verletzte einen weiteren Studenten.[54]
- 19. Februar 1997 in Bethel, Alaska: Der 16-jährige Schüler Evan Ramsey erschoss an der Bethel Regional High School zwei Menschen. Zwei weitere Personen wurden verletzt. Der Täter wurde zu 99 Jahren Haft verurteilt.[55]
- 1. Oktober 1997 in Pearl, Mississippi: Der 16-jährige Luke Woodham tötete zunächst seine Mutter und fuhr dann zur Pearl High School, wo er zwei Schüler erschoss und sieben weitere Personen verletzte. Der Täter wurde zu lebenslanger Haft verurteilt.[56]
- 1. Dezember 1997 in West Paducah, Kentucky: Der 14-jährige Michael Carneal erschoss an der Heath High School drei Schülerinnen und verletzte fünf weitere Personen.[57]
- 15. Dezember 1997 in Stamps, Arkansas: Der 14-jährige Joseph Colt Todd erschoss zwei Mitschüler an der Stamps High School.[58]
- 24. März 1998 in Jonesboro, Arkansas: Der 13-jährige Mitchell Johnson und der 11-jährige Andrew Golden lösten bei ihrem Amoklauf an der Westside Middle School Feueralarm aus und schossen anschließend auf die das Gebäude verlassenden Schüler und Lehrer; vier Schülerinnen und eine Lehrerin starben, zehn Menschen wurden verletzt. Beide Täter erhielten mehrjährige Haftstrafen.[59]
- 24. April 1998 in Edinboro, Pennsylvania: An der Parker Middle School erschoss der 14-jährige Andrew Wurst einen Lehrer und verletzte drei weitere Personen. Er wurde zu einer langjährigen Haftstrafe verurteilt.[60]
- 21. Mai 1998 in Springfield, Oregon: Der 15-jährige Kipland Kinkel tötete zuerst seine Eltern und erschoss dann beim Amoklauf an der Thurston High School zwei Schüler und verletzte 25 weitere. Er wurde zu lebenslanger Haft verurteilt.[61]
- 20. April 1999 in Littleton, Colorado: Während ihres Amoklaufs an der Columbine High School erschossen der 18-jährige Eric Harris und der 17-jährige Dylan Klebold zwölf Schüler, einen Lehrer und sich selbst. 24 weitere Personen wurden verletzt. Die Tat ist auch als „Schulmassaker von Littleton“ bekannt.
- 20. Mai 1999 in Conyers, Georgia: Der 15-jährige Thomas Solomon schoss an der Heritage High School um sich und verletzte dabei sechs Mitschüler, bevor er sich ergab. Später sagte er aus, dass er vom Amoklauf an der Columbine High School zu seiner Tat inspiriert worden sei.[62]
- 19. November 1999 in Deming, New Mexico: An der Deming Middle School erschoss ein 13-Jähriger eine Mitschülerin. Der Junge konnte daran gehindert werden, sich selbst das Leben zu nehmen.[63]
- 6. Dezember 1999 in Fort Gibson, Oklahoma: Der 13-jährige Seth Trickey verletzte an der Fort Gibson Middle School vier Menschen mit einer Schusswaffe.[29]

#### 2000er
- 29. Februar 2000 in Mount Morris, Michigan: Ein sechs Jahre alter Junge erschoss in der Grundschule eine gleichaltrige Mitschülerin. Der Junge konnte aufgrund seines Alters strafrechtlich nicht belangt werden.[64]
- 10. März 2000 in Savannah, Georgia: An der Beach High School erschoss der 19-jährige Darrell Ingram zwei Menschen. Eine weitere Person wurde verletzt.[29]
- 26. Mai 2000 in Lake Worth, Florida: An der Lake Worth Middle School erschoss der 13-jährige Nathaniel Brazill den Englischlehrer Barry Grunow.[65]  Er wurde zu 28 Jahren Haft verurteilt.[66]
- 22. Februar 2001 in Portland, Oregon: Ein 14-Jähriger verletzte an einer Schule drei Personen mit einem Messer.[29]
- 5. März 2001 in Santee, Kalifornien: Der 15-jährige Charles Andrew Williams erschoss an der Santana High School zwei Menschen und verletzte dreizehn weitere. Der Täter wurde zu lebenslanger Haft verurteilt.[29]
- 22. März 2001 in El Cajon, Kalifornien: An der Granite Hills High School fügte der 18-jährige Jason Hoffman fünf Personen Schussverletzungen zu.[29]
- 16. Januar 2002 in Grundy, Virginia: Der 43-jährige Peter Odighizuwa erschoss an der Appalachian School of Law drei Menschen. Drei weitere Personen wurden verletzt. Der Täter wurde zu lebenslanger Haft verurteilt.[29]
- 24. Oktober 2002 in Tucson, Arizona: Der 41-jährige Robert Flores erschoss an der University of Arizona drei Professoren.[67]
- 9. Mai 2003 in Cleveland, Ohio: Der 62-jährige Biswanath Halder erschoss an der Case Western Reserve University einen 30-jährigen Studenten und verletzte zwei Professoren. Der Täter wurde zu lebenslanger Haft verurteilt.[68]
- 21. März 2005 in Red Lake, Minnesota: Der 16-jährige Schüler Jeffrey Weise tötete seine Großeltern und fuhr anschließend zur Red Lake High School, wo er fünf Mitschüler, eine Lehrerin sowie einen Wachmann erschoss und sieben Menschen verletzte, ehe er sich selbst tötete.[69]
- 8. November 2005 in Jacksboro, Tennessee: An der Campbell County High School erschoss der zum Tatzeitpunkt 15-jährige Kenneth Bartley einen Schulangestellten und verletzte zwei weitere Personen.[70]
- 30. August 2006 in Hillsborough, North Carolina: Der 18-jährige Alvaro Rafael Castillo tötete erst seinen Vater und fuhr dann zur Orange High School, wo er eine Cherry bomb zündete und um sich schoss. Er verletzte zwei Schüler, bevor er von Polizisten überwältigt werden konnte.[71]
- 29. September 2006 in Cazenovia, Wisconsin: Der 15-jährige Eric Hainstock erschoss den Schulleiter der Weston High School. Er wurde von Schülern und Schulpersonal überwältigt und der Polizei übergeben. Später wurde er zu einer lebenslangen Haftstrafe verurteilt.[72]
- 2. Oktober 2006 in Bart Township, Pennsylvania: Der 32-jährige Milchlieferant Charles Carl Roberts tötete an der West Nickel Mines School fünf Mädchen und verletzte fünf weitere Menschen, ehe er sich selbst das Leben nahm.[73]
- 16. April 2007 in Blacksburg, Virginia: Beim Amoklauf an der Virginia Tech tötete der 23-jährige Cho Seung-Hui 32 Menschen und verletzte 17 weitere, bevor er sich selbst das Leben nahm.[74]
- 10. Oktober 2007 in Cleveland, Ohio: An der SuccessTech Academy fügte der 14-jährige Asa Coon fünf Personen Schussverletzungen zu, bevor er sich selbst das Leben nahm.[75]
- 14. Februar 2008 in DeKalb, Illinois: Der 27-jährige Steven Phillip Kazmierczak tötete an der Northern Illinois University fünf Menschen und verletzte 18 weitere, ehe er Suizid beging.[76]

#### 2010er
- 12. Februar 2010 in Huntsville, Alabama: An der University of Alabama in Huntsville erschoss die zum Tatzeitpunkt 44-jährige Biologie-Dozentin Amy Bishop drei ihrer Kollegen und verletzte drei weitere Personen.[77]
- 23. Februar 2010 in Littleton, Colorado: Der zum Tatzeitpunkt 32-jährige Bruco Eastwood verletzte an der Deer Creek Middle School zwei Personen mit einer Schusswaffe. Er wurde für schuldunfähig befunden und in eine psychiatrische Klinik eingewiesen.[78]
- 27. Februar 2012 in Chardon, Ohio: Bei einem Amoklauf an der Chardon High School tötete der 17-jährige Thomas „T.J.“ Lane drei Schüler und verletzte drei weitere Menschen. Lane wurde zu lebenslanger Haft verurteilt.[79]
- 2. April 2012 in Oakland, Kalifornien: An der Oikos University erschoss ein ehemaliger Student sieben Menschen. Drei weitere Personen wurden verletzt. Der Täter wurde für nicht schuldfähig befunden und in eine psychiatrische Einrichtung eingewiesen.[80]
- 14. Dezember 2012 in Newtown, Connecticut: Nachdem der 20-jährige Adam Lanza seine Mutter in deren Haus erschossen hatte, verübte er einen Amoklauf an der Sandy Hook Elementary School, bei dem er 12 Mädchen und acht Jungen im Alter von fünf bis zehn Jahren sowie sechs Schulmitarbeiterinnen, darunter die Direktorin, erschoss. Anschließend nahm Lanza sich selbst das Leben.
- 10. Januar 2013 in Taft, Kalifornien: Ein 16-Jähriger schoss zwei Personen an der Union High School lebensgefährlich an, wurde dann vom Schulpersonal zur Aufgabe überredet und später festgenommen.
- 10. April 2013 in Cypress, Texas: Ein 20-Jähriger stach am Lone Star College auf 14 Mitschüler ein und verletzte einige davon schwer. Der Täter wurde zu 48 Jahren Haft verurteilt.[81]
- 7. Juni 2013 in Santa Monica, Kalifornien: Der 23-jährige John Zawahiri tötete zunächst seinen Vater und seinen Bruder. Danach fuhr er zum Santa Monica College, wo er mit einem Sturmgewehr sechs Personen tötete. Er wurde von einem Polizisten erschossen.[82]
- 20. August 2013 in Decatur, Georgia: Der 20-jährige Michael Brandon Hill stürmte schwerbewaffnet eine Grundschule mit rund 870 anwesenden Kindern. Er nahm die Schulsekretärin Antoinette Tuff als Geisel und lieferte sich einen Schusswechsel mit der Polizei. Nachdem Tuff den Täter zur Aufgabe überredet hatte, wurde dieser verhaftet. Niemand wurde verletzt.
- 23. Mai 2014 in Isla Vista, Kalifornien: Beim Amoklauf von Isla Vista tötete der 22-jährige Elliot Rodger sechs Studierende der University of California, Santa Barbara, verletzte dreizehn weitere Personen und beging anschließend Suizid.[83]
- 24. Oktober 2014 in Marysville, Washington: Der 14-jährige Jaylen Fryberg erschoss vier Mitschüler.[84]
- 1. Oktober 2015 in Roseburg, Oregon: Beim Amoklauf am Umpqua Community College erschoss der 26-jährige Christopher Harper-Mercer neun Menschen und verletzte sieben weitere. Anschließend beging er Suizid.
- 20. Januar 2017 in West Liberty, Ohio: An der West Liberty-Salem High School wurden zwei Schüler von einem 17-Jährigen angeschossen.[85]
- 10. April 2017 in San Bernardino, Kalifornien: An der North Park Elementary School wurden eine Lehrerin und ein Kind erschossen und zwei weitere Kinder verletzt. Der Schütze erschoss sich anschließend selbst.[86]
- 13. September 2017 in Rockford, Washington: An der Freeman High School wurden bei einem Amoklauf ein Schüler erschossen und drei weitere verletzt.[87]
- 20. September 2017 in Mattoon, Illinois: An der Mattoon High School wurde ein Schüler angeschossen.[88]
- 14. November 2017 in der Rancho Tehama Reserve in Tehama County, Kalifornien: An der Rancho Tehama Elementary School wurden bei einem Amoklauf fünf Personen erschossen und mindestens 12 weitere verletzt, bevor ein Polizist den Schützen erschoss.[89]
- 7. Dezember 2017 in Aztec, New Mexico: Bei einem Attentat an der Aztec High School fielen zwei Schüler hispanoamerikanischer Herkunft einem 21-jährigen Rechtsextremen zum Opfer, der sich anschließend selbst erschoss.[90]
- 13. Dezember 2017 in Monaca, Pennsylvania: Auf dem Campus der Penn State Beaver, einer Niederlassung der Pennsylvania State University, erschoss ein Mann erst seine Exfrau und dann sich selbst.[91]
- 22. Januar 2018 in Italy, Texas: An der Italy High School wurde ein Mädchen angeschossen.[92]
- 23. Januar 2018 in Benton, Kentucky: An der Marshall County High School wurden bei einem Amoklauf zwei Schüler erschossen und 18 weitere verletzt.[93]
- 14. Februar 2018 in Parkland, Florida: Bei einem Amoklauf in der Marjory Stoneman Douglas High School wurden 14 Schüler und drei Erwachsene erschossen. 17 weitere Personen wurden verletzt. Die Tat wurde auch als „Schulmassaker von Parkland“ bekannt.
- 23. Februar 2018 in Hammond, Louisiana: Auf dem Campus der Southeastern Louisiana University wurden zwei Personen angeschossen.[94]
- 18. Mai 2018 in Santa Fe, Texas: Beim Amoklauf an der Santa Fe High School wurden zehn Personen, die meisten davon Schüler, erschossen.[95]
- 30. April 2019 in Charlotte, North Carolina: Auf dem Campus der University of North Carolina wurden zwei Menschen erschossen und vier weitere verletzt. Der mutmaßliche Täter, ein 22-jähriger ehemaliger Student, wurde festgenommen.[96]
- 7. Mai 2019 in Denver, Colorado: Zwei Schüler töteten einen 18-Jährigen und verwundeten acht weitere Mitschüler an der STEM School Highlands Ranch. Ein 15-Jähriger Transgender (von Geburt weiblich)[97] und ein 18-jähriger Junge wurden festgenommen.[98]
- 14. November 2019 in Santa Clarita, Kalifornien: Bei einem School Shooting an der Saugus High School starben eine 16-jährige Schülerin und ein 14-jähriger Schüler. Mehrere Menschen wurden verletzt, darunter auch der 16-jährige Tatverdächtige, der am nächsten Tag seinen Verletzungen im Krankenhaus erlag.[99][100]

#### 2020er
- 1. Dezember 2021 in Oxford, Michigan: An einer Highschool tötete ein 15-Jähriger drei Mitschüler und verletzte sieben weitere sowie eine Lehrerin teilweise schwer.[101]

- 24. Mai 2022 in Uvalde, Texas: Bei dem Amoklauf an der Robb Elementary School erschoss ein 18-Jähriger 19 Grundschüler und zwei Lehrerinnen. Der Täter kam bei dem Amoklauf selbst ums Leben.[102]

- 27. März 2023 in Nashville, Tennessee: Bei einem Angriff in einer US-Grundschule erschoss ein 28-jähriger ehemaliger Schüler, der sich selbst als Transgender identifizierte,[103][104] drei Grundschulkinder im Alter von jeweils neun Jahren sowie drei erwachsene Mitarbeiter der Schule. Der Schütze wurde von Einsatzkräften der Polizei erschossen.[105]

- 4. September 2024 Amoklauf an der Apalachee High School bei Winder, Georgia: Zwei Schüler und zwei Lehrer wurden bei einer Massenschießerei getötet, neun weitere Personen verletzt.

### Kanada
- 16. März 1959 in Edmonton, Alberta: Der 19-jährige Stanley Williamson erschoss an der Ross Sheppard High School einen Menschen und verletzte fünf weitere.[35]
- 28. Mai 1975 in Brampton, Ontario: An der Brampton Centennial Secondary School erschoss der 16-jährige Michael Slobodian drei Personen und verletzte 13 weitere, bevor er Suizid verübte.[35]
- 27. Oktober 1975 in Ottawa, Ontario: Nachdem der 18-jährige Schüler Robert Poulin ein 17-jähriges Mädchen vergewaltigt und erstochen hatte, fuhr er zur St. Pius X High School, wo er einen 17-jährigen Klassenkameraden erschoss und sechs weitere Menschen verletzte. Anschließend beging der Täter Suizid.[106]
- 6. Dezember 1989 in Montreal, Québec: Der 25-jährige Marc Lépine erschoss beim Amoklauf an der Polytechnischen Hochschule Montréal 14 Frauen und verletzte 13 weitere Menschen, ehe er Suizid beging.
- 24. August 1992 in Montreal, Québec: Valery Fabrikant, damaliger Professor für Maschinenbau an der Concordia University, erschoss vier seiner Kollegen und verletzte eine weitere Person. Er wurde zu lebenslanger Haft verurteilt.[107]
- 20. Oktober 1994 in Toronto, Ontario: An der Brockton High School verletzte der 27 Jahre alte Ta Phung Cuong zwei Menschen mit einer Schusswaffe.[35]
- 28. April 1999 in Taber, Alberta: Der 14-jährige Todd C. Smith schoss an der W.R. Myers High School um sich, wobei er einen Menschen tötete und einen weiteren verletzte. Der Vorfall gilt als die erste Nachahmungstat des Amoklaufs an der Columbine High School, der sich nur wenige Tage zuvor ereignet hatte.[29]
- 20. April 2000 in Ottawa, Ontario: Ein 15-Jähriger verletzte an der Cairine Wilson High School mit einem Messer fünf Menschen.[29]
- 13. September 2006 in Montreal, Québec: Der 25-jährige Kimveer Gill erschoss am Dawson College eine Studentin, verwundete 19 weitere Personen und beging dann Suizid.[108]

## Mittel- und Südamerika
- 7. April 2011 in Rio de Janeiro, Brasilien: Beim Amoklauf von Realengo erschoss ein 23-jähriger ehemaliger Schüler an der Escola Municipal Tasso da Silveira zwölf Kinder im Alter von 12 bis 14 Jahren. Nach einem Schusswechsel mit einem Polizisten tötete sich der Amokläufer selbst.[109]
- 18. Januar 2017 in Monterrey, Mexiko: An einer Privatschule erschoss ein 15-jähriger Schüler einen Lehrer und sich selbst. Mehrere Schüler wurden verletzt.[110]
- 13. März 2019 in Suzano, São Paulo, Brasilien: Zwei ehemalige Schüler (17 und 25 Jahre alt) töteten an der Escola Estadual Professor Raul Brasil sieben Menschen. Mindestens 16 weitere Personen wurden verletzt. Anschließend tötete einer der Täter seinen Komplizen und beging dann Suizid. Vor dem Angriff auf die Schule hatten sie den Onkel eines der Täter erschossen.[111]
- 10. Januar 2020 in Torreón, Mexiko: Ein 11-jähriger Schüler der sechsten Klasse erschoss an einer privaten Grundschule eine Lehrerin und sich selbst. Fünf Schüler und ein Lehrer wurden verletzt.[112]

## Asien
- 30. März 1997 in Sanaa, Jemen: Der 48-jährige Mohammad Ahman al-Naziri erschoss an zwei lokalen Schulen sechs Studenten und zwei Lehrer. Er wurde zum Tode verurteilt und noch im selben Jahr hingerichtet.
- 8. Juni 2001 in Ikeda, Japan: Der 37-jährige Mamoru Takuma erstach an der pädagogischen Hochschule acht Kinder und verletzte 15 weitere Menschen. Er wurde 2004 hingerichtet. Die Tat wurde als „Schulmassaker von Osaka“ bekannt.
- 6. März 2008 in Kiryat Moshe, Israel: Der 26-jährige Alaa Abu Dhein erschoss an einer religiösen Schule acht Menschen und verletzte zehn weitere, ehe er sich selbst tötete.
- 23. März 2010 in Nanping, Provinz Fujian, Volksrepublik China: An einer Grundschule erstach ein psychisch gestörter, 41-jähriger Mann acht Kinder. Fünf weitere Schüler wurden verletzt.[113]
- 27. April 2018 in Mizhi, Provinz Shaanxi, Volksrepublik China: Bei einem Messerangriff an einer Mittelschule wurden sieben Schüler getötet und 12 weitere verletzt. Der Täter wurde festgenommen.[114]
- 6. Oktober 2022 in Uthai Sawan in der Provinz Nong Bua Lamphu, Thailand: Bei einem Amoklauf an einem Kindergarten wurden 34 Menschen, darunter 24 Kleinkinder im Alter zwischen zwei und vier Jahren, getötet. Der Täter erschoss sich später in seinem Haus.[115]

## Australien
- 21. Oktober 2002 in Melbourne, Victoria: Der zum Tatzeitpunkt 36-jährige Austauschstudent Huan Yun Xiang erschoss an der Monash University zwei Studenten und verletzte fünf weitere Menschen. Der Täter wurde in eine psychiatrische Einrichtung eingewiesen.[116]